# 希琳·沙尔敏·乔杜里

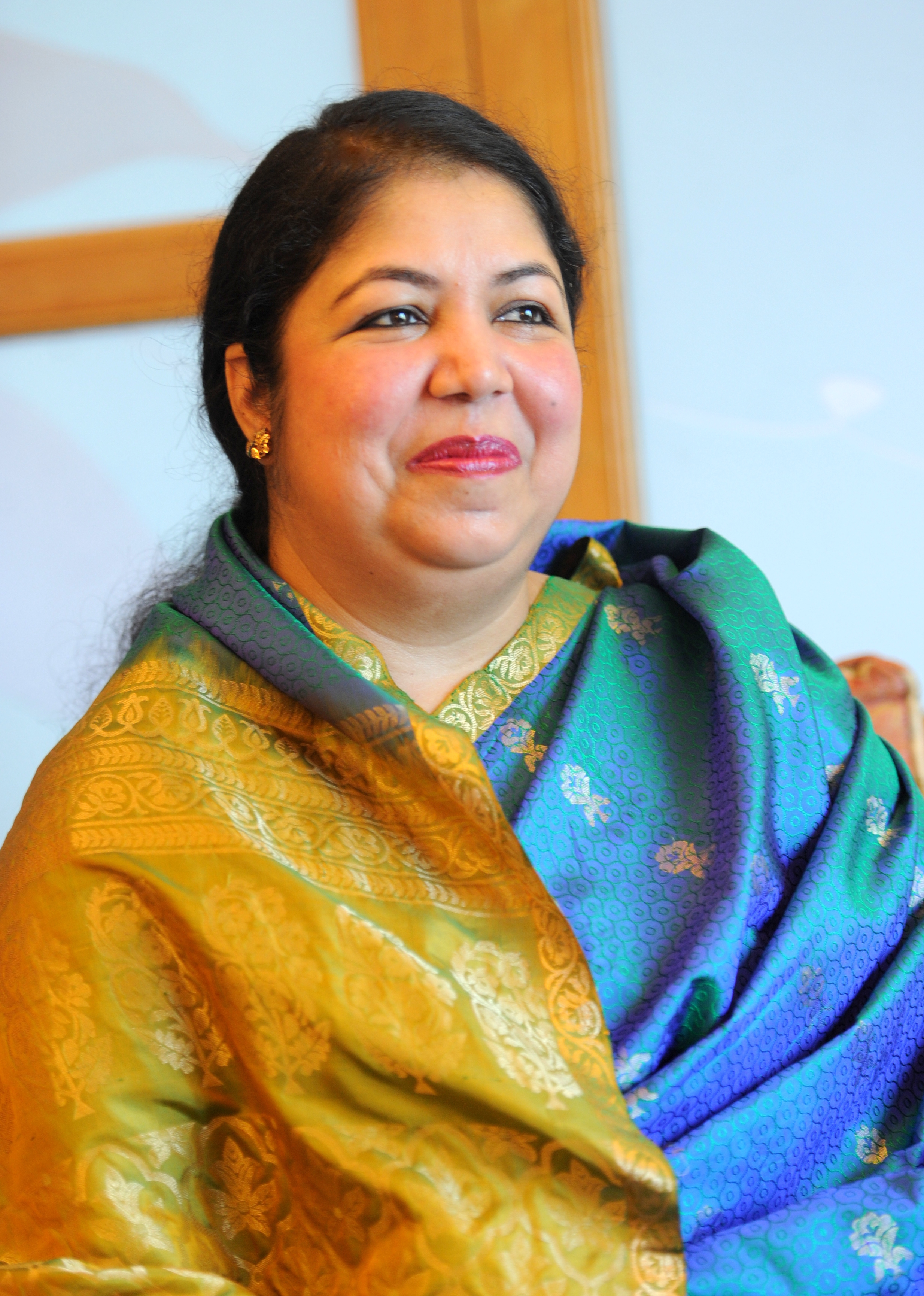
希琳·沙尔敏·乔杜里

希琳·沙尔敏·乔杜里（1966年10月6日—），是现在孟加拉国国民议会发言人。
她是自2013年4月以来第一位女性发言人。在46岁的时候，她已经是最年轻的公职人员。她还担任英联邦议会协会执行委员会主席，并曾担任孟加拉国妇女和儿童事务部国务部长。